# Phycosoma spundana
Phycosoma spundana är en spindelart som först beskrevs av Roberts 1978.  Phycosoma spundana ingår i släktet Phycosoma och familjen klotspindlar.
Artens utbredningsområde är Seychellerna. Inga underarter finns listade i Catalogue of Life.